# Coespeletia spicata
Pour les articles homonymes, voir Coespeletia et Spicata.
Espèce
Classification APG III (2009)
Coespeletia spicata est une espèce de plantes à fleurs de la famille des Asteraceae, endémique du Venezuela.